# Kanton Mauguio
Der Kanton Mauguio ist seit 1790 ein französischer Wahlkreis Arrondissement Montpellier, im Département Hérault und in der Region Okzitanien. Er hat 54.215 Einwohner (Stand: 1. Januar 2022).

## Gemeinden
Der Kanton besteht aus acht Gemeinden mit insgesamt 45.624 Einwohnern (Stand: 1. Januar 2022) auf einer Gesamtfläche von 114,76 km²:
| Gemeinde          | Einwohner 1. Januar 2022 | Fläche km² | Dichte Einw./km² | Code INSEE | Postleitzahl |
| ----------------- | ------------------------ | ---------- | ---------------- | ---------- | ------------ |
| Candillargues     | 2.102                    | 8,23       | 255              | 34050      | 34130        |
| La Grande-Motte   | 8.508                    | 10,58      | 804              | 34344      | 34280        |
| Lansargues        | 3.130                    | 18,39      | 170              | 34127      | 34130        |
| Mauguio           | 16.417                   | 49,56      | 331              | 34154      | 34130        |
| Mudaison          | 2.954                    | 8,10       | 365              | 34176      | 34130        |
| Palavas-les-Flots | 6.007                    | 2,38       | 2.524            | 34192      | 34250        |
| Saint-Aunès       | 4.333                    | 12,32      | 352              | 34240      | 34130        |
| Valergues         | 2.173                    | 5,20       | 418              | 34321      | 34130        |
| Kanton Mauguio    | 45.624                   | 114,76     | 398              | 3413       | –            |

Bis zur landesweiten Neuordnung der französischen Kantone im März 2015 gehörten zum Kanton Mauguio die sechs Gemeinden Candillargues, La Grande-Motte, Lansargues, Mauguio, Mudaison und Saint-Aunès. Sein Zuschnitt entsprach einer Fläche von 134,35 km2. Er besaß vor 2015 den INSEE-Code 3419. 